# Kanton Belfort-Ouest
Kanton Belfort-Ouest (fr. Canton de Belfort-Ouest) je francouzský kanton v departementu Territoire de Belfort v regionu Franche-Comté. Skládá se pouze ze západní části města Belfort.